# Beriózovka (Tomsk)
Beriózovka (en rus: Берёзовка) és un poble a l'óblast de Tomsk, a Rússia, que el 2021 tenia 359 habitants.